# Olav II. (Dänemark)

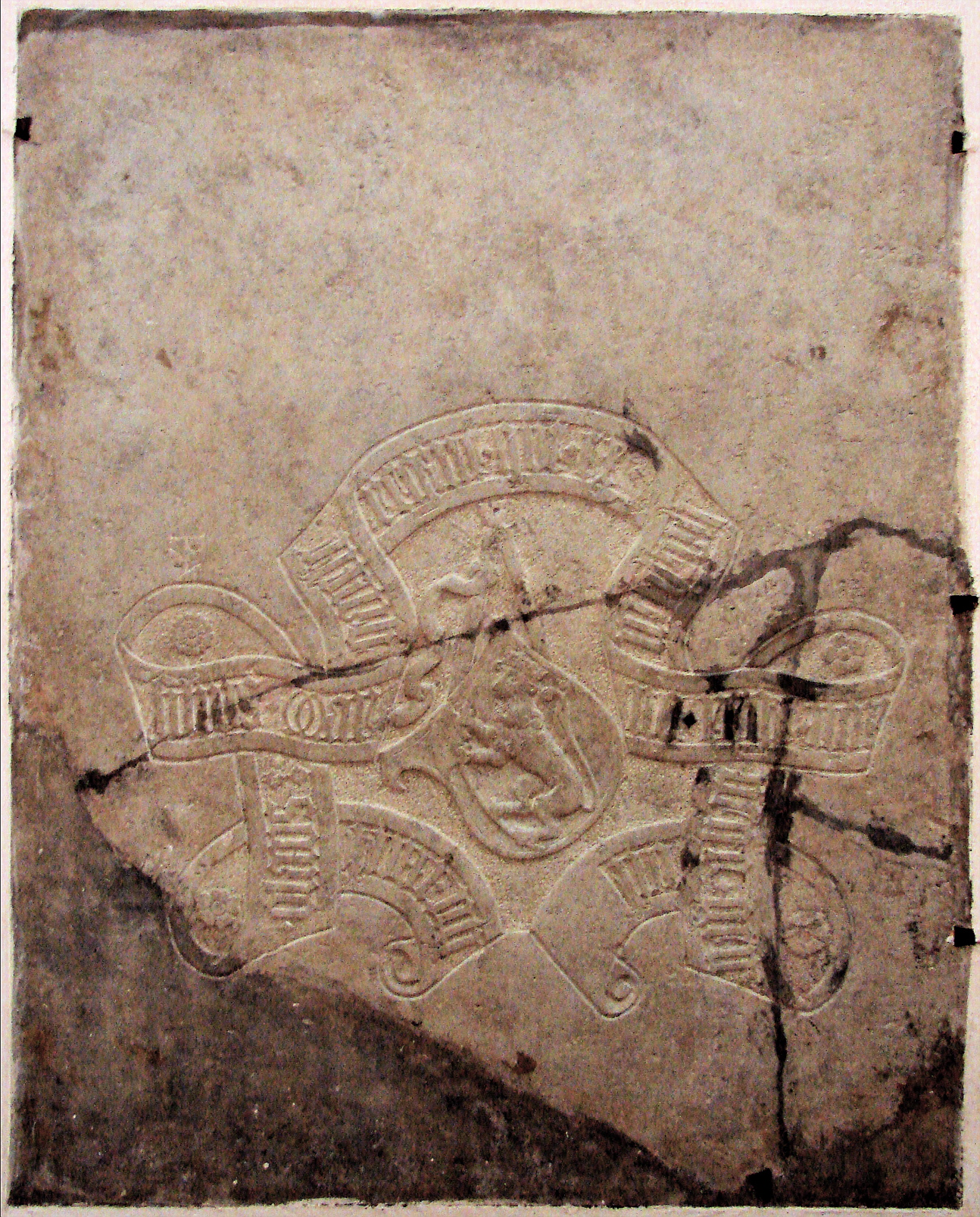
Reste des Grabsteins von Olaf II. von Dänemark bei der Klosterkirche Sorø, Seeland

Olav II. Håkonsson, dänisch Oluf II. (* Dezember 1370; † 3. August 1387 auf Schloss Falsterbo, Schonen) war von 1376 bis 1387 König von Dänemark und ab 1380 als Olav IV. auch König von Norwegen. Bei Mitrechnung aller legal gewählten dänischen Könige, also auch Oluf II. Haraldsen (König von Schonen und Blekinge 1140–43), wird er als Oluf III. bezeichnet.

## Leben
Olav – Sohn von Håkon VI. von Norwegen und Margarethe I. von Dänemark, die für ihn zeitlebens regierte – konnte nur von 1385 bis 1387 als volljähriger König halbwegs autonom agieren. Unter ihm begann 1380 die Union zwischen Norwegen und Dänemark, die bis 1814 dauerte.
Am 1. Dezember 1374 war sein Großvater väterlicherseits, König Magnus II. von Norwegen gestorben. Am 24. Oktober 1375 starb sein Großvater mütterlicherseits, König Waldemar Atterdag von Dänemark. Es war zu erwarten, dass Herzog Albrecht IV. von Mecklenburg, der Sohn von König Waldemars älterer Tochter Ingeborg, Anspruch auf den dänischen Königsthron erheben würde.
Waldemar Atterdag hatte im Frieden von Stralsund Jütland wieder in seinen Besitz bringen können. Im Jahr 1375 starb kurz vor Waldemar mit Heinrich von Schleswig der letzte von König Abel abstammende Herzog von Schleswig. Waldemar war es nicht mehr gelungen, weitere Teile des Herzogtums Schleswig unter seine Pfandherrschaft zu bringen. Außerdem gab es nun die Bedingung, die Waldemar im Frieden von Stralsund mit der Hanse eingegangen war, dass ein dänischer König nur mit vorheriger Zustimmung der Hanse gewählt werden dürfe, und die Bedingung aus dem Separatfrieden mit dem Herzog Albrecht II. von Mecklenburg, dass dessen Enkel Albrecht IV. von Mecklenburg nach Waldemar König von Dänemark werden sollte. Herzog Albrecht II. versuchte, die Hanse mit dem Versprechen weiterer Privilegien zur Zustimmung zu bewegen. Auch suchte er Unterstützung bei den holsteinischen Grafen.
Margarethe dagegen sicherte sich zunächst die volle Unterstützung des zentralen Gefolgsmannes Waldemars, Henning Podebusk. Er war der hansische Vogt über die an die Hanse übergebenen Festungen auf Schonen. Sein Bruder Waldemar wurde Oktober 1376 Bischof in Odense und erhielt Kopenhagen, den Besitz seines Vorgängers, zurück. Dann belehnte sie „ihren Geistlichen“, den Kanoniker in Roskilde Peder Jensen Lodehat, der zu einem alten seeländischen Geschlecht gehörte, mit Ländereien bei Udby auf Seeland. Olav belehnte ebenfalls den Kanoniker von Roskilde Nikolaus Rusare. Diese und weitere Belehnungen sollten die Königswahl Olavs sichern. Allmählich schlossen sich mehrere Mitglieder der dänischen Aristokratie dieser Partei an, wenn auch nicht alle. Da jedoch auch die Pommern die mecklenburgischen Thronansprüche nicht befürworteten, wurde Oluf III. nach Unterzeichnung einer Handfeste, in der er eine jährliche Versammlung des Ständerats (danehof) garantieren musste, vom Reichsrat zum König von Dänemark gewählt.
1380 starb sein Vater und Olav wurde König von Norwegen, wieder mit seiner Mutter als Regentin, und als Erbkönig von Norwegen anerkannt. In seinem Namen verhandelte seine Mutter mit dem schwedischen Reichsrat über die Übernahme des Throns von dem in Schweden unbeliebten Mecklenburger Albrecht. Ab 1385 wurde er dort zum Gegenkönig gewählt.
Nach seinem frühen Tod im Alter von sechzehn Jahren übernahm seine Mutter als Regentin alle drei Länder und führte sie 1397 zur Kalmarer Union zusammen. Mit Olav endete die männliche Linie der Folkunger, die über fast zwei Jahrhunderte die Könige von Schweden und Norwegen gestellt hatte.